# Marchiatura del bestiame

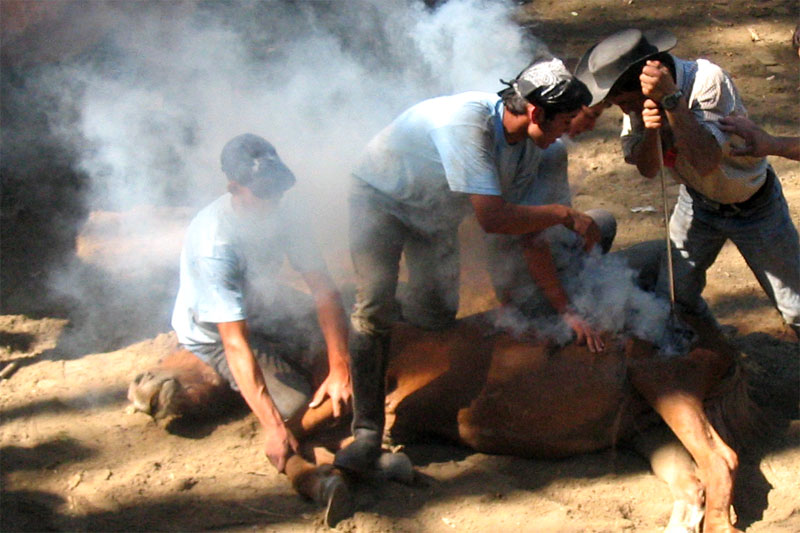
Marchiatura con ferro rovente, Spagna.

La marchiatura del bestiame è una tecnica per marcare il bestiame in modo da identificarne il proprietario. In origine, la marchiatura del bestiame si riferiva solo alla marchiatura a caldo di grandi quantità di bestiame con un ferro da marchiatura, sebbene il termine ora includa tecniche alternative. Altre forme di identificazione del bestiame includono la marchiatura a freddo, i tatuaggi sul labbro interno o sulle orecchie, la marchiatura delle orecchie, l'etichettatura delle orecchie e l'identificazione a radiofrequenza (RFID - Radio-Frequency IDentification), che è l'etichettatura con un impianto di microchip. Le marcature di vernice semipermanenti utilizzate per identificare le pecore sono chiamate marchi di vernice o di colore. Nell'ovest americano, la marchiatura si è evoluta in un complesso sistema di marcatura ancora in uso oggi.

## Storia

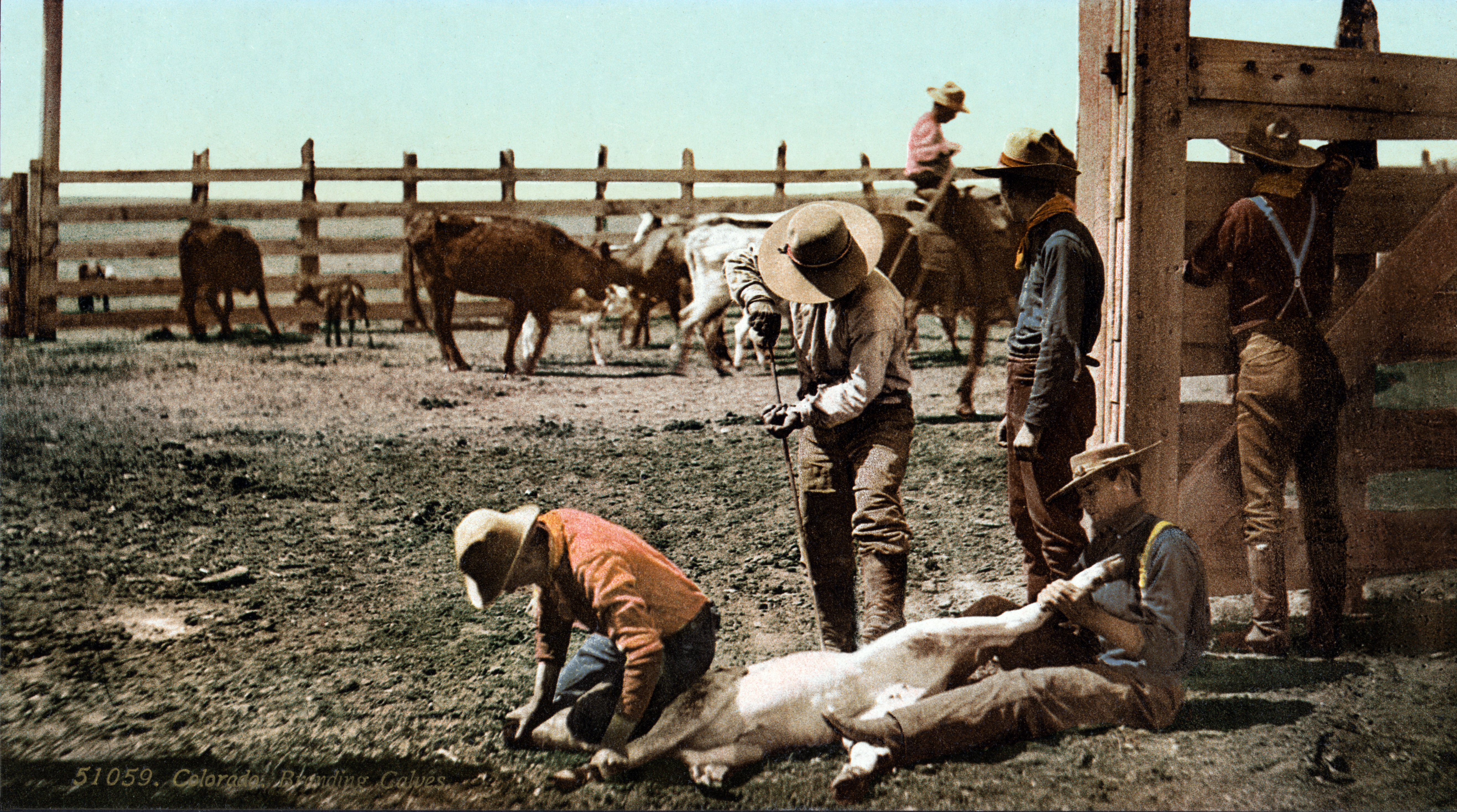
Marchiatura dei vitelli in Colorado, 1900 circa. Stampa fotocromatica.

L'atto di marcare il bestiame con segni riscaldati dal fuoco per identificare la proprietà ha origini nell'antichità, con un uso che risale agli antichi egizi intorno al 2.700 a.C. Tra gli antichi romani, i simboli utilizzati per i marchi erano talvolta scelti come parte di un incantesimo magico volto a proteggere gli animali dai danni. 
Nel lessico inglese, la parola "brand", comune alla maggior parte delle lingue germaniche (dalla cui radice deriva anche "burn", cfr. Brand tedesco "bruciare, fuoco"), originariamente significava qualcosa di caldo o ardente, come un "tizzone", un bastone ardente. Nel Medioevo europeo, identificava comunemente il processo di marchiare a fuoco gli animali da allevamento con pelli spesse, come i bovini, in modo da identificare la proprietà sotto animus revertendi. La pratica divenne particolarmente diffusa nelle nazioni con grandi regioni di pascolo del bestiame, come la Spagna.
Queste usanze europee furono importate nelle Americhe e ulteriormente perfezionate dalla tradizione vaquero in quella che oggi è la parte sud-occidentale degli Stati Uniti e il Messico settentrionale. Nel West americano, un "ferro da marchiatura" consisteva in una barra di ferro con un semplice simbolo o marchio, che i cowboy riscaldavano sul fuoco. Dopo che il ferro da marchiatura diventava rovente, il cowboy premeva il ferro da marchiatura contro la pelle della mucca. Il marchio unico significava che il bestiame di proprietà di più ranch poteva quindi pascolare liberamente insieme all'aperto. I cowboy potevano quindi separare il bestiame al momento del "raduno" per portarlo al mercato. I ladri di bestiame che utilizzavano ferri da marchiatura erano ingegnosi nel cambiare marchio. Il cambio di marchio più famoso comportò la trasformazione del marchio XIT nel marchio Star-Cross, una stella con una croce all'interno. I marchi divennero così numerosi che divenne necessario registrarli in libri che i proprietari dei ranch potevano portare nelle loro tasche. Furono approvate leggi che richiedevano la registrazione dei marchi e l'ispezione del bestiame condotto attraverso vari territori. Venivano imposte sanzioni a coloro che non riuscivano a ottenere una fattura di vendita con l'elenco dei marchi sugli animali acquistati. 
Dalle Americhe, molte tradizioni e tecniche di marchiatura del bestiame si diffusero in Australia, dove si sviluppò un insieme distinto di tradizioni e tecniche. La marchiatura del bestiame è stata praticata in Australia dal 1866, ma dopo il 1897 i proprietari dovettero registrare i loro marchi. Questi marchi a fuoco e vernice non potevano quindi essere duplicati legalmente.

### Uso moderno
Il pascolo all'aperto è meno comune oggi rispetto al passato. Tuttavia, il marchio ha ancora i suoi usi. Lo scopo principale è dimostrare la proprietà di animali smarriti o rubati. Molti stati occidentali degli Stati Uniti hanno leggi severe in materia di marchi, inclusa la registrazione di essi, e richiedono la loro ispezione. In molti casi, un marchio su un animale è considerato una prova prima facie della proprietà.
Nell'industria delle pelli e del cuoio, i marchi sono trattati come un difetto e possono diminuire il valore delle pelli stesse. Questo settore ha una serie di termini tradizionali relativi al tipo di marchio su una pelle. "Colorado branded" (in gergo "Collie") si riferisce al posizionamento di un marchio sul lato di un animale, sebbene ciò non indichi necessariamente che l'animale provenga dal Colorado. "Butt branded" si riferisce a una pelle che ha avuto un marchio posto sulla porzione di pelle che copre l'area della groppa dell'animale. Una pelle nativa è una pelle senza marchio. 
Al di fuori dell'industria del bestiame, la marchiatura a caldo è stata utilizzata nel 2003 dai ricercatori di tartarughe per fornire un mezzo permanente di identificazione univoca delle singole tartarughe delle Galapagos studiate. In questo caso, il marchio è stato applicato sul retro della corazza delle tartarughe. Questa tecnica è stata da allora sostituita dai microchip PIT impiantati (combinati con numeri di identificazione dipinti sul guscio).

## Metodi
Il cowboy o il mandriano tradizionale catturava e metteva in sicurezza un animale per la marchiatura legandolo con la corda, adagiandolo a terra, legandogli le zampe e applicando un ferro da marchiatura riscaldato sul fuoco. La moderna pratica dei ranch si è spostata verso l'uso di scivoli dove gli animali possono essere condotti in un'area confinata e tenuti in sicurezza mentre vengono marchiati. Due tipi di contenimento sono lo scivolo per schiacciare o stringere il bestiame (per bovini più grandi), che può chiudersi su entrambi i lati di un animale in piedi, o una gabbia per marchiatura, dove i vitelli vengono catturati in una gabbia che viene ruotata in modo che l'animale sia sdraiato su un lato.

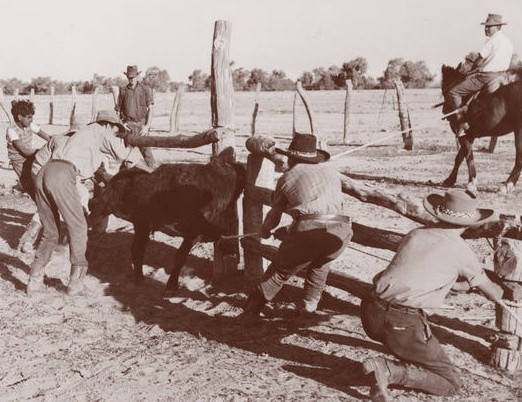
Marchio Bronco nel Top End in Australia

La marchiatura Bronco è un vecchio metodo per catturare bovini puliti (non marchiati) nelle stazioni di bestiame di Top End per la marchiatura in Australia. Un cavallo pesante, solitamente con alcune linee di sangue di cavalli da tiro e in genere dotato di un collare da cavallo da imbrigliamento, viene utilizzato per legare il vitello selezionato. Il vitello viene quindi tirato su fino a diversi pannelli con sommità inclinata e un palo costruito per lo scopo al centro del cortile. Gli allevatori a piedi applicano quindi delle corde per le gambe e lo tirano a terra per essere marchiato e castrato (se è un toro). Con l'avvento delle gabbie portatili, questo metodo di marchiatura è stato per lo più eliminato nelle stazioni. Tuttavia, ora ci sono parecchie competizioni di marchiatura Bronco ai rodei e alle giornate di campdrafting, eccetera. 
Alcuni ranch riscaldano ancora i ferri da marchiatura in un fuoco di legna o carbone; altri usano un ferro da marchiatura elettrico o fonti elettriche per riscaldare un ferro tradizionale. I riscaldatori a gas per ferri da marchiatura sono piuttosto popolari in Australia, poiché la temperatura del ferro può essere regolata e non c'è il calore di un fuoco vicino. Indipendentemente dal metodo di riscaldamento, il ferro viene applicato solo per il tempo necessario a rimuovere tutti i peli e creare un marchio permanente. I ferri da marchiatura vengono applicati più a lungo sul bestiame che sui cavalli, a causa del diverso spessore delle loro pelli. Se un marchio viene applicato troppo a lungo, può danneggiare la pelle troppo in profondità, richiedendo quindi un trattamento per una potenziale infezione e una guarigione a lungo termine. Marchiare bestiame bagnato può causare sbavature del marchio. L'identificazione del marchio può essere difficile su animali a pelo lungo e potrebbe richiedere il taglio dell'area per vedere il marchio.
I cavalli possono anche essere marchiati sui loro zoccoli, ma questo non è un marchio permanente, quindi deve essere rifatto circa ogni sei mesi. Nell'esercito, alcuni marchi indicavano i numeri dell'esercito e dello squadrone dei cavalli. Questi numeri di identificazione venivano usati sui cavalli dell'esercito britannico in modo che i cavalli morti sul campo di battaglia potessero essere identificati. Gli zoccoli dei cavalli morti venivano quindi rimossi e restituiti alle Horse Guards con una richiesta di sostituzione. Questo metodo veniva usato per prevenire richieste fraudolente di cavalli. Arieti Merino e tori a volte vengono marchiati a fuoco sulle loro corna per un'identificazione individuale permanente.

## Marchio temporaneo
Alcuni tipi di identificazione non sono permanenti. La marchiatura temporanea può essere ottenuta tramite marchiatura a caldo in modo che il pelo venga bruciato, ma la pelle non venga danneggiata. Poiché questo persiste solo finché l'animale non perde il pelo, non è considerato un marchio applicato correttamente. Altri metodi di marcatura temporanei, ma per un certo periodo persistenti, includono l'etichettatura del naso e l'impronta di un marchio su di esso tramite inchiostro o altro. L'etichettatura di solito utilizza un sistema di numerazione come un modo per identificare gli animali in una mandria. Lo fa mettendo insieme una lettera e un numero per rappresentare l'anno di nascita e l'ordine di nascita, quindi l'etichetta viene attaccata all'orecchio dell'animale o a una qualche forma di collare. La marchiatura del naso o l'uso di inchiostro indelebile altrove sulla pelle e sui peli viene utilizzata in alcune fattorie, vendite ed esposizioni. Questo metodo è come l'impronta digitale: utilizza l'inchiostro e non può essere modificato. Man mano che i peli o le cellule della pelle cadono, il marchio alla fine svanisce.
L'identificazione tramite microchip e il tatuaggio del labbro o dell'orecchio sono generalmente permanenti, sebbene i microchip possano essere rimossi e i tatuaggi a volte sbiadiscano nel corso degli anni. I microchip sono utilizzati su molti animali e sono particolarmente apprezzati dai cavalli, poiché il chip non lascia segni esterni. Il tatuaggio dell'interno del labbro superiore dei cavalli è obbligatorio per molti cavalli da corsa, sebbene in alcune località i microchip stiano iniziando a sostituire i tatuaggi.
La marchiatura temporanea è particolarmente comune per pecore e capre. La marcatura delle orecchie o il tatuaggio sono solitamente utilizzati sulle capre di età inferiore alle otto settimane perché la marchiatura regolare le danneggerebbe. Tecniche simili a queste sono utilizzate anche sulle pecore. La marchiatura temporanea sulle pecore viene eseguita con vernice, pastelli, pennarelli spray, gesso e molto altro. Questi possono durare fino a diversi mesi. Il numero di identificazione della pecora viene dipinto o spruzzato con una vernice indelebile ma non tossica progettata per questo scopo sui loro lati o sul dorso. 

## Marchiatura a freddo

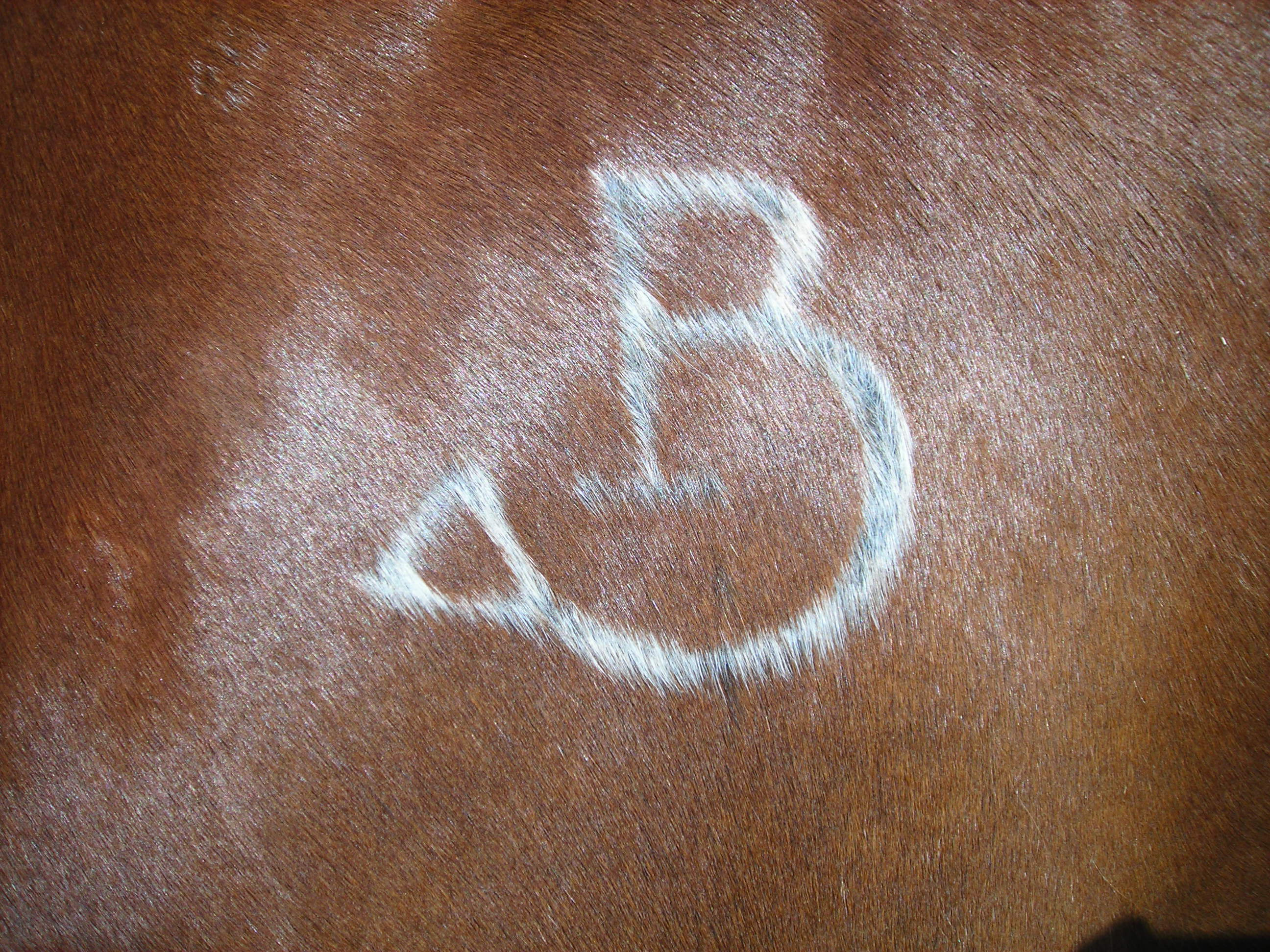
Dettaglio di marchio fatto con marchiatura a freddo sulla spalla di un cavallo.

In netto contrasto con la tradizionale marchiatura a caldo, la marchiatura a freddo utilizza un ferro raffreddato con un refrigerante come ghiaccio secco o azoto liquido. Invece di bruciare la pelle dell'animale provocando una cicatrice, una marchiatura a freddo danneggia le cellule ciliate che producono pigmento, facendo sì che il pelo dell'animale ricresca bianco all'interno dell'area marchiata. Questo schema bianco su scuro è apprezzato dagli allevatori di bovini poiché il suo contrasto consente di svolgere alcuni lavori di osservazione con il binocolo anziché con visite individuali a ogni animale. Gli scienziati apprezzano anche la tecnica per tenere d'occhio la fauna selvatica studiata senza doversi avvicinare per leggere, ad esempio, un'etichetta posta sull'orecchio dell'animale.
Per applicare una marchiatura a freddo, il pelo dell'animale viene prima rasato molto da vicino in modo che la pelle nuda sia esposta. Quindi il ferro congelato viene premuto sulla pelle nuda dell'animale per un periodo di tempo che varia sia a seconda della specie dell'animale che del colore del suo pelo. Tempi più brevi vengono utilizzati su animali di colore scuro, poiché ciò causa la morte dei melanociti del follicolo e quindi la perdita permanente del pigmento del pelo quando ricresce. Tempi più lunghi a volte anche solo cinque secondi aggiuntivi sono necessari per animali con pelo bianco. In questi casi il marchio viene applicato abbastanza a lungo da uccidere direttamente le cellule del follicolo di crescita, impedendo loro di far ricrescere nuovi filamenti di pelo e lasciando l'animale permanentemente calvo nell'area marchiata. L'epidermide un po' più scura contrasta bene con il pelo di un animale pallido.
I cavalli vengono spesso marchiati a freddo. Né i maiali né gli uccelli possono essere marchiati a freddo con successo, poiché le cellule del pigmento del loro pelo sono meglio protette. Altri svantaggi della marchiatura a freddo includono la sua preparazione che richiede molto tempo, maggiori spese in termini di materiale e tempo, bassa tolleranza per un'applicazione approssimativa, lunga attesa prima del successo (a volte fino a cinque mesi) e assenza di basi legali in alcuni Stati americani. Quando un animale sviluppa un mantello di pelo lungo, il marchio a freddo è ancora visibile, ma i suoi dettagli non sono sempre leggibili. Pertanto a volte è necessario radere o tagliare accuratamente il pelo per ottenere una visione più nitida del marchio a freddo.
Oltre al bestiame, la marchiatura a freddo può essere utilizzata anche su animali selvatici e senza pelo come i delfini allo scopo di tracciare gli individui. Il marchio appare come un segno bianco sulla loro pelle nuda e può durare decenni. 
Subito dopo che il ferro da marchiatura a freddo viene rimosso dalla pelle, sarà visibile un contorno indentato del marchio. Tuttavia, entro pochi secondi, il contorno del marchio scomparirà e, entro diversi minuti, riapparirà come pelle gonfia e turgida. Una volta che il gonfiore si sarà attenuato, per un breve periodo, il marchio sarà difficile o impossibile da vedere, ma in pochi giorni, la pelle marchiata inizierà a desquamarsi e, entro tre o quattro settimane, il marchio inizierà ad assumere il suo aspetto permanente.

## Preoccupazioni per il benessere degli animali
La marchiatura del bestiame provoca dolore agli animali marchiati, come si può vedere negli indicatori comportamentali e fisiologici. Sia la marchiatura a caldo che quella a freddo producono lesioni termiche alla pelle, ma la prima crea più infiammazione e dolore rispetto alla seconda. Sebbene siano suggeriti metodi alternativi di identificazione come i marchi auricolari, la pratica della marchiatura è ancora comune in tutto il mondo. 
La marchiatura standard con ferro caldo può richiedere circa otto settimane per guarire. L'uso di analgesici aiuta a ridurre il disagio. Trattamenti topici come i gel rinfrescanti aiutano ad accelerare la guarigione nei suini, ma i risultati sono meno chiari per i bovini. Le preoccupazioni comuni includono per quanto tempo l'animale è trattenuto, le dimensioni e la posizione del marchio e se vengono applicati analgesici per alleviare il dolore. Uno studio del 2018 in Sri Lanka, dove la marchiatura con ferro caldo è illegale ma ancora ampiamente praticata, ha concluso che compromette il benessere degli animali e che non esiste un modo reale per migliorare la procedura. Tuttavia, questo particolare studio ha esaminato quattro piccole aziende lattiero-casearie che utilizzavano una tecnica in cui più applicazioni di ferri ("disegno") creavano grandi marchi estesi sulle costole e richiedevano almeno un minuto intero per l'applicazione e 10 settimane per guarire. Al contrario, in nazioni come gli Stati Uniti e l'Australia, i marchi preformati vengono utilizzati per imprimere il marchio su un animale, applicati per 1-5 secondi. Sebbene la marchiatura sia dolorosa, dal punto di vista del benessere, la timbratura è preferibile al disegno, poiché è necessario meno tempo per applicare il marchio.

## Galleria d'immagini

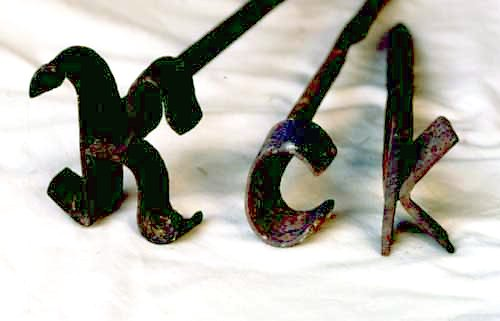
Ferri da marchiatura del Grant-Kohrs Ranch (un'area protetta degli Stati Uniti nella contea di Powell, nel Montana).
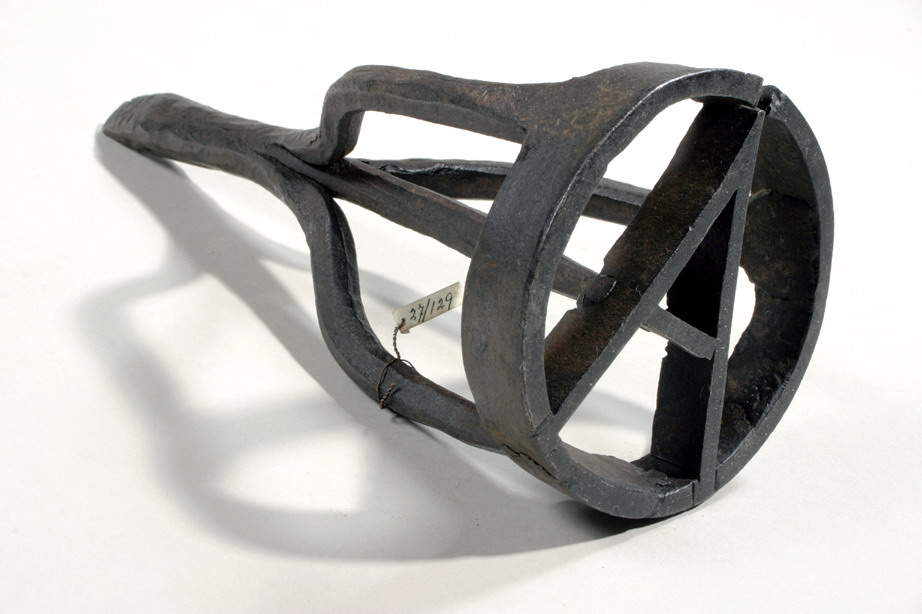
Ferro da marchiatura da un deposito di stalloni svedesi.
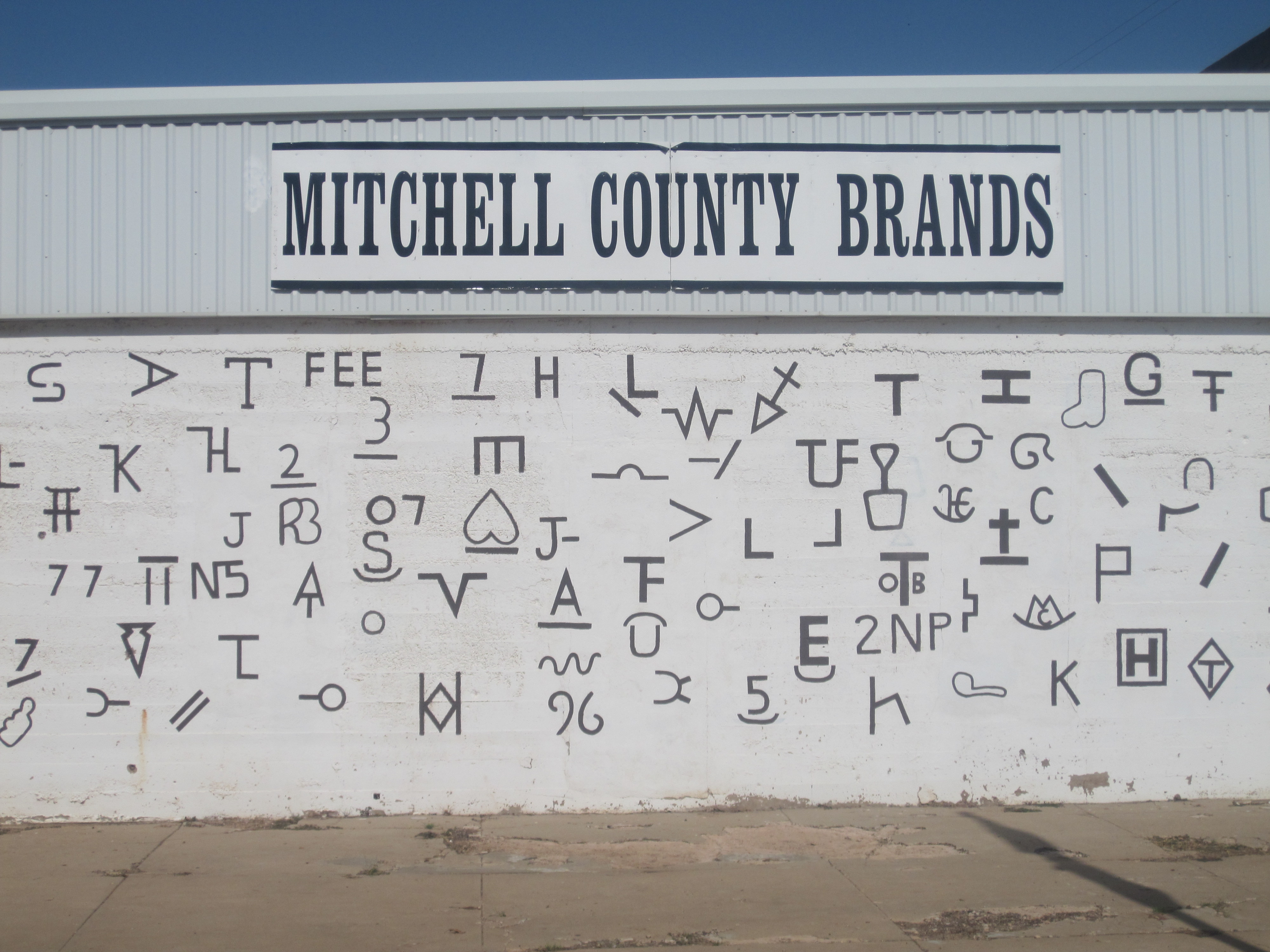
I marchi di bovini utilizzati nella contea di Mitchell nel West Texas sono esposti su un murale pubblico a Colorado City, Texas.
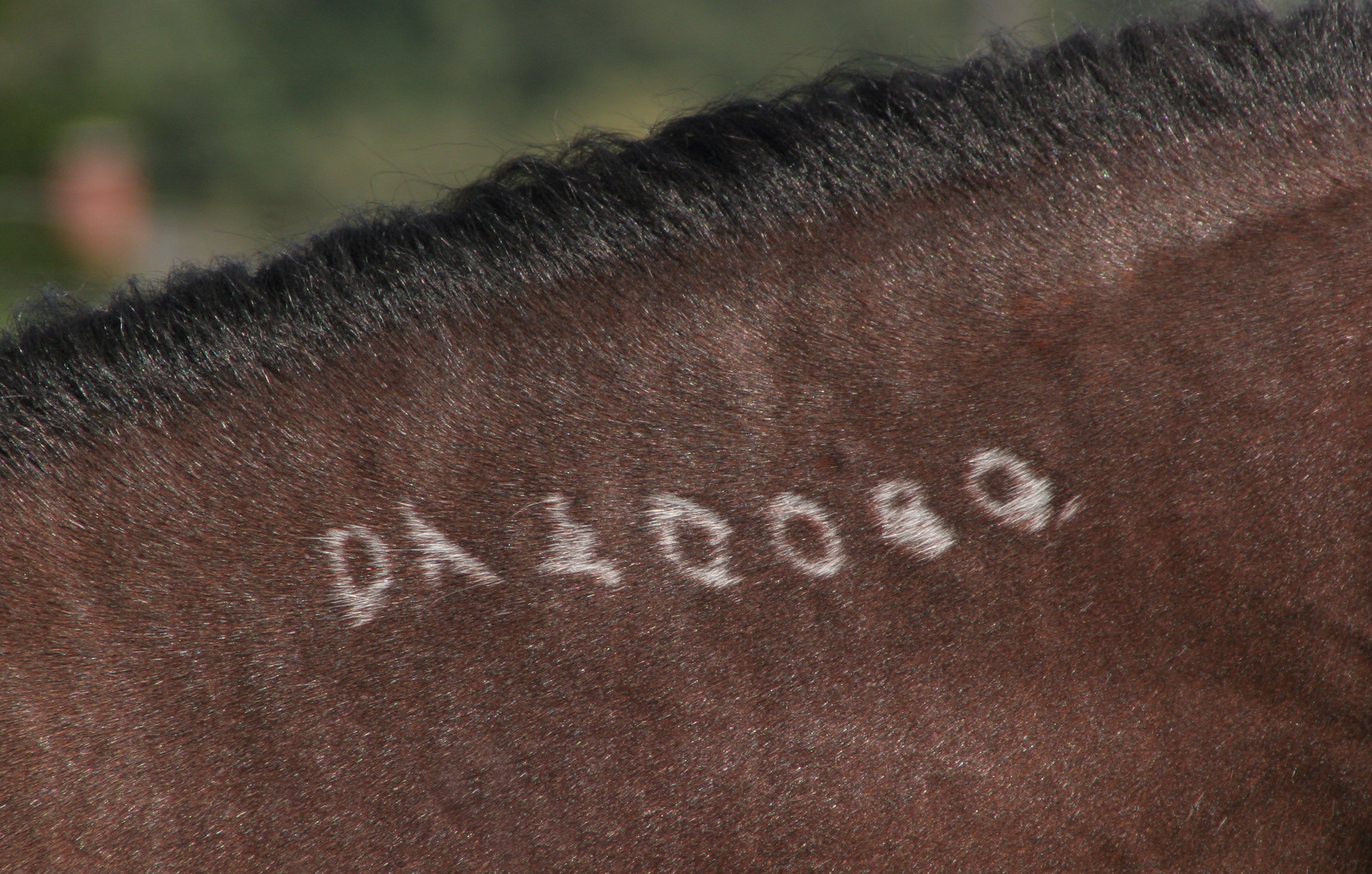
Marchio numerico fatto con marchiatura a freddo.
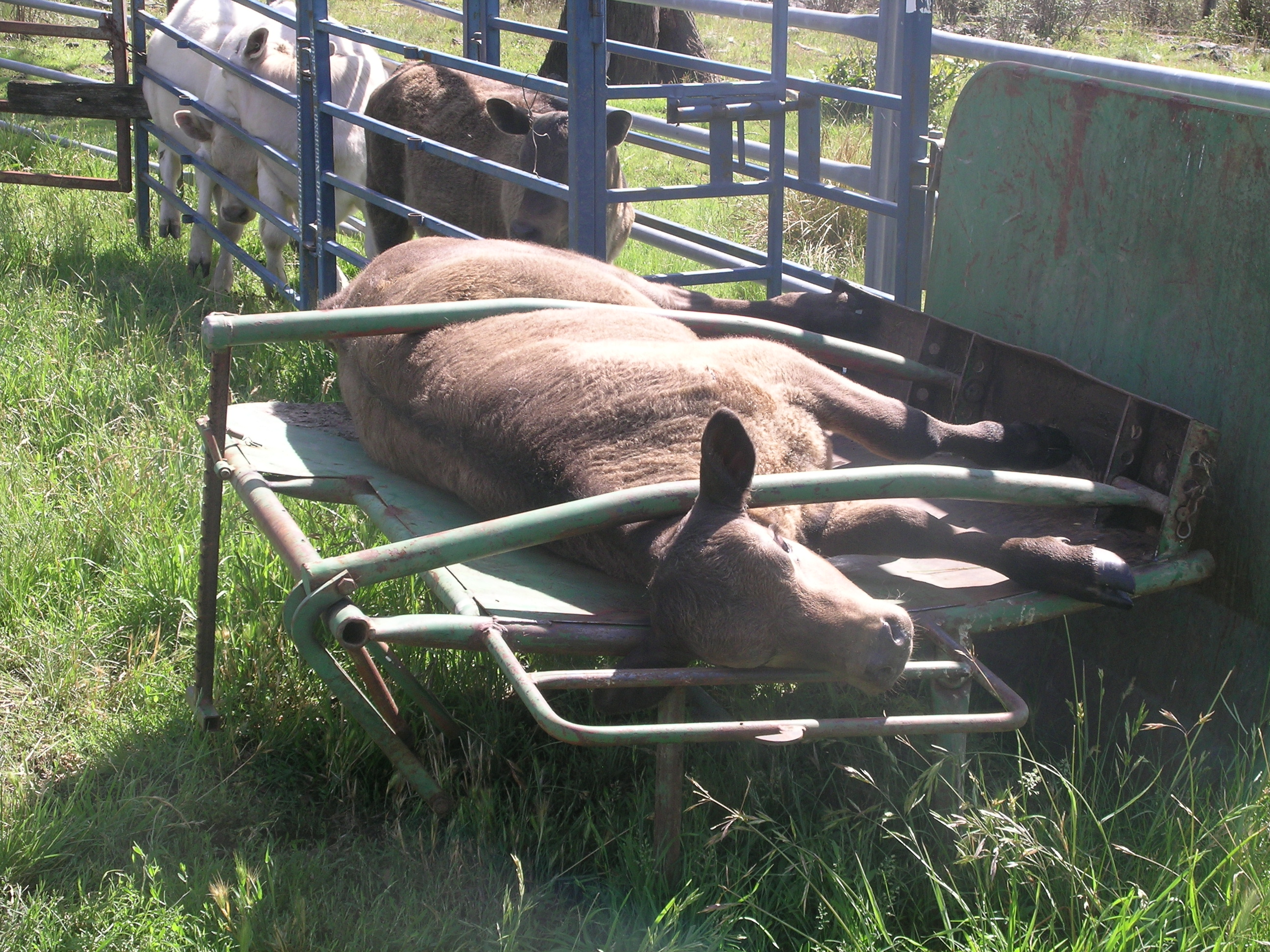
Moderno tavolo portatile per la marchiatura dei vitelli, NSW, Australia.
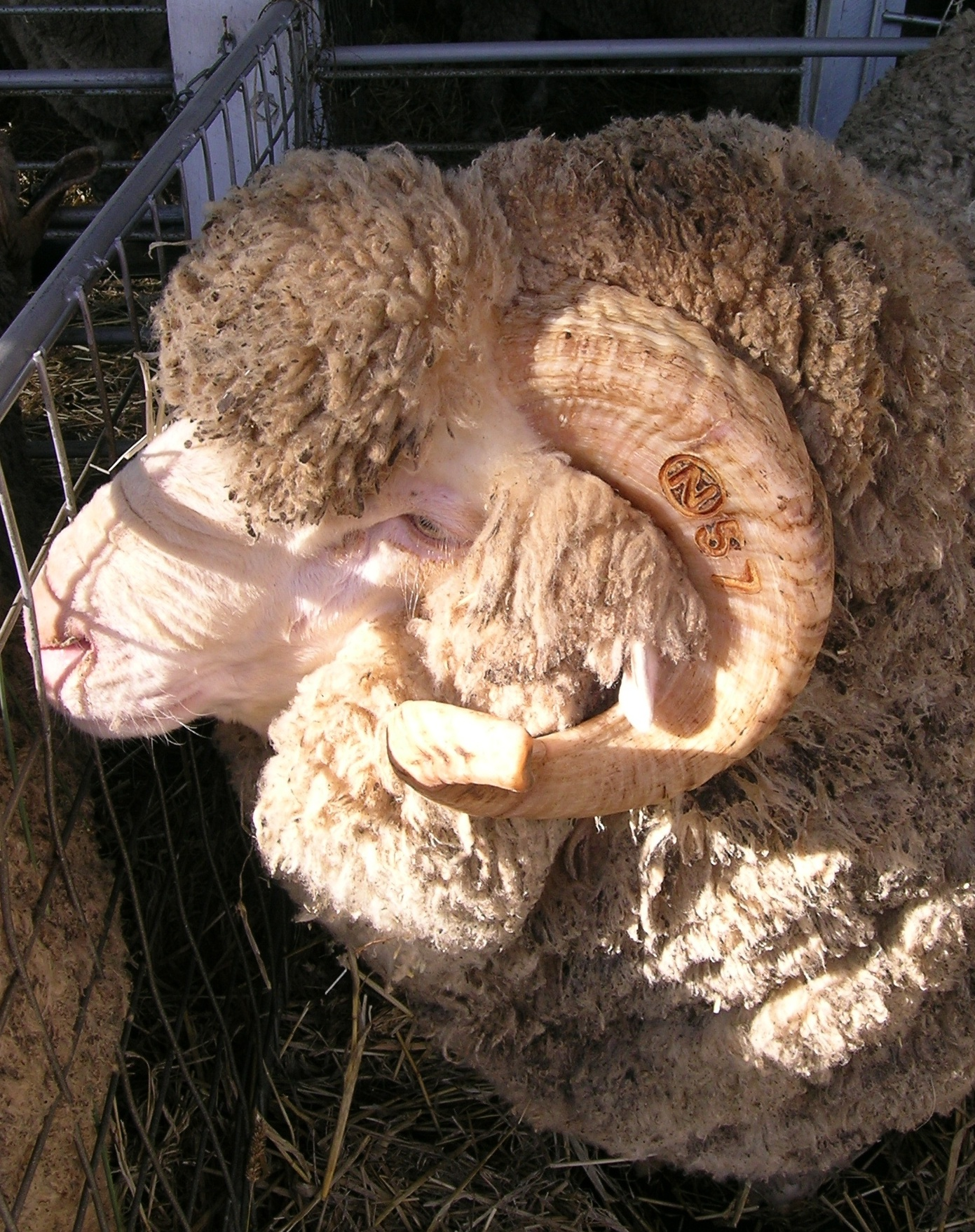
Un montone Merino con un marchio sulle corna.